# Aspidosperma thomasii
Aspidosperma thomasii är en oleanderväxtart som beskrevs av W. Marcondes-ferreira. Aspidosperma thomasii ingår i släktet Aspidosperma och familjen oleanderväxter. Inga underarter finns listade i Catalogue of Life.